# 进士李德美墓
进士李德美墓，位于中国广东省湛江市雷州市英利镇埋炉岭，为湛江市雷州市的一个市级文物保护单位，类型为古墓葬，公布时间为2001年8月17日。
进士李德美墓的历史年代为明代。